# フロンティーノ (イタリア)
フロンティーノ（伊: Frontino）は、イタリア共和国マルケ州ペーザロ・エ・ウルビーノ県にある、人口約300人の基礎自治体（コムーネ）。

## 地理

### 位置・広がり
ペーザロ・エ・ウルビーノ県のコムーネ。ウルビーノから西北西へ21km、ペーザロから西南西へ46kmの距離にある。

#### 隣接コムーネ
隣接するコムーネは以下の通り。
- カルペーニャ
- ピアンディメレート
- ピエトラルッビア

### 気候分類・地震分類
フロンティーノにおけるイタリアの気候分類 (it) および度日は、zona E, 2492 GGである。
また、イタリアの地震リスク階級 (it) では、zona 2 (sismicità media) に分類される。

## 行政

### 分離集落
フロンティーノには、以下の分離集落（フラツィオーネ）がある。
- Ponte Nuovo, Torrito, Linara, Montefiorentino

## 文化・観光
「イタリアの最も美しい村」クラブ加盟コムーネである。